# NGC 279
NGC 279 è una galassia lenticolare situata nella costellazione della Balena.

## Descrizione
NGC 279 è una galassia il cui nucleo è molto luminoso nell'ultravioletto. È inserita nel catalogo di Markarian con il codice Mrk 558 (MK 558).
Nel database SIMBAD, NGC 279 viene considerata una galassia attiva che potrebbe contenere un quasar.

## Scoperta
NGC 279 è stata scoperta il 1 ottobre 1785 dall'astronomo britannico di origine tedesca William Herschel.

## Gruppo di NGC 271
NGC 279 fa parte del gruppo di NGC 271, un gruppo che comprende almeno altre 6 galassie: NGC 245,  NGC 259, NGC 271, NGC 307, MRK 557 e UGC 505.